# VELO Sports Center
Le VELO Sports Center est un vélodrome de classe internationale situé à Carson, en Californie, aux États-Unis.

## Histoire
L'édifice a été construit en 2004.

## Caractéristiques
Le vélodrome a une piste de 250 mètres en bois de pin de Sibérie.
Il est situé à proximité de l'emplacement du vélodrome olympique de Carson, construit à l'occasion des Jeux olympiques d'été de 1984 à Los Angeles et détruit en 2003.

## Événements
Le vélodrome a accueilli : 
- les championnats du monde junior de cyclisme sur piste 2004 ;
- les championnats du monde de cyclisme sur piste 2005 ;
- la Coupe du monde de cyclisme sur piste de 2006 à 2008 et 2017 ;
- les championnats du monde de cyclisme handisport 2012 ;
- les championnats panaméricains de cyclisme sur piste 2024.

L'enceinte est utilisée comme centre d'entraînement de l'équipe des États-Unis de cyclisme et comme domicile de la championne du monde américaine de poursuite Sarah Hammer.